# Eugène Fabry
Charles Eugène Fabry ( Marsella, 16 de octubre de 1856-6 de octubre de 1944) fue un matemático francés, especializado en el campo del análisis de funciones de variable compleja.

## Biografía
Eugène Fabry, nacido en 1856, era el segundo hermano de una familia con cinco hijos: Auguste, Eugène, Louis, Charles y Pierre. Augusto, nacido en 1855, doctor en derecho, fue abogado en Marsella (1875), ingresó en el poder judicial (1879), y ocupó distintos cargos en la administración de justicia. Louis, nacido en 1862, se graduó de la Escuela Politécnica. Licenciado en ciencias matemáticas y físicas y doctor en Ciencias matemáticas, fue astrónomo de los Observatorios de París (1884-1887), Niza (1887-1890) y Marsella (1890-). Charles, nacido en 1867, graduado en la École Polytechnique, fue físico óptico y uno de los primeros directores del Institut d'optique. Pierre, nacido en 1880, antiguo alumno de la Escuela Central de Artes y Manufacturas, era ingeniero y pasó gran parte de su carrera en la construcción naval en los astilleros de La Ciotat. Su madre, Marie Estrangin, era prima segunda de Edmond Rostand.
Fue alumno de la École polytechnique y Doctor en Ciencias Matemáticas. Trabajó como ingeniero en una manufactura de tabaco, para después dedicarse a la docencia, pasando a ser profesor asociado en las escuelas de Tarbes, Carcassonne y Tours, y profesor de las facultades de ciencias de Rennes y Nancy, profesor en las facultades de ciencias Montpellier y Marsella; y Examinador de Admisión en la École Polytechnique.
También fue miembro de la Academia de Ciencias de Montpellier.

## Realizaciones
En 1885 Fabry defendió una tesis sobre ecuaciones diferenciales lineales con coeficientes racionales. Posteriormente trabajó principalmente en el campo del análisis complejo, más específicamente en puntos singulares en las series de Taylor.

## Publicaciones
- L'art de construire les ballons en papier (El arte de construir globos de papel), C. Mendel, 1884.
- Sur les intégrales des équations différentielles linéaires à coefficients rationnels (Sobre las integrales de ecuaciones diferenciales lineales con coeficientes racionales), Gauthier-Villars, 1885.
- Traité de mathématiques générales (Tratado de Matemáticas Generales), A. Hermann & Son, 1911.
- Problèmes et exercices de mathématiques générales (Problemas y ejercicios en matemática general), A. Hermann & fils, 1913.
- Problèmes d'analyse mathématique (Problemas del análisis matemático), A. Hermann & fils, 1913.
- Nouveau traité de mathématiques générales (Nuevo Tratado sobre Matemáticas Generales), J. Hermann, 1925.